# Остапчук, Валерий Евгеньевич
Вале́рий Евге́ньевич Остапчу́к (род. 23 мая 1962, Винница, Украинская ССР) — полярный лётчик, генеральный директор ОАО «Нарьян-Марский объединенный авиаотряд». Депутат Собрания депутатов Ненецкого автономного округа 27-го созыва.
Награждён орденом Мужества за спасение терпящего бедствие экипажа теплохода «Яхрома». Один из первых награждённых орденом Мужества.

## Биография
Родился 23 мая 1962 года в городе Винница Украинской ССР. После службы в рядах советской армии в 1983 году поступил в Кременчугское лётное училище гражданской авиации.
В 1986 году приехал в Ненецкий автономный округ и начал работать в Нарьян-Марском авиаотряде вторым пилотом вертолета Ми-8, в 1990 году стал командиром экипажа вертолета.
После учёбы на командном факультете Академии гражданской авиации в 1993 году стал заместителем командира лётного отряда по организации лётной работы.
В 1994 году участвовал в операции по спасению экипажа теплохода «Яхрома», потерпевшего бедствие при десятибалльном шторме в Баренцевом море. Указом президента России Бориса Ельцина был награждён Орденом Мужества.
В 2010 году Валерий Остапчук стал первым заместителем генерального директор авиапредприятия, где проявил себя как опытный хозяйственник. Поддержанные коллективом инициативы Остапчука позволили уберечь предприятие от банкротства и сохранить лётный состав.
В 2014 году Валерий Остапчук был назначен генеральным директором ОАО «Нарьян-Марский объединенный авиаотряд».
14 сентября 2014 года избран депутатом Собрания депутатов Ненецкого автономного округа
Валерием Остапчуком была разработана и представлена главе округа Игорю Кошину программа развития авиации в регионе, которая вошла в проект «Концепции развития Ненецкого автономного округа» до 2025 года.